# The Cursed Crusade
The Cursed Crusade là trò chơi điện tử thuộc thể loại hành động phiêu lưu góc nhìn người thứ ba lấy bối cảnh châu Âu thời Trung cổ do hãng Kylotonn Games phát triển trên cả ba hệ máy PC, Xbox 360 và PS3. Atlus phụ trách việc phát hành ở Bắc Mỹ và dtp entertainment AG ở châu Âu vào năm 2011.

## Cốt truyện
Nội dung của The Cursed Crusade diễn ra vào cuối thế kỷ 12, sau thất bại của cuộc thập tự chinh thứ ba do vua Richard lãnh đạo, Giáo hoàng Innôcentê III đã phát động cuộc thập tự chinh thứ tư nhằm tái chiếm Jerusalem từ tay quân Hồi giáo. Hành động này khiến cho những hiệp sĩ thánh chiến phải gánh chịu một lời nguyền thảm khốc, đe dọa sẽ đày đọa linh hồn của họ dưới địa ngục để trả giá cho việc dám xâm phạm vào mảnh đất thiêng này. Người chơi vào vai Denz de Bayle, một hiệp sĩ dòng Đền (Knight Templar) bị nguyền rủa lên đường tìm lại người cha đã bị mất tích trong cuộc thập tự chinh thứ ba và cũng là người có thể giúp Denz hóa giải lời nguyền. Đồng hành cùng Denz còn có Esteban, một tên trộm vặt kiêm lính đánh thuê người Tây Ban Nha.

## Cách chơi
The Cursed Crusade có tổng cộng 5 chương lớn và khoảng 40 nhiệm vụ. Trong vai trò một hiệp sĩ, người chơi chủ yếu dùng vũ khí cận chiến để chiến đấu, bên cạnh cây cung và sức mạnh siêu nhiên. Sự kết hợp giữa các loại vũ khí một tay (như kiếm và khiên hoặc chùy và kiếm…) không làm cho kho vũ khí của game thêm đa dạng nếu như người chơi biết cách di chuyển và ra đòn hợp lý ở mỗi loại hình vũ khí. Do trò chơi không hiền thị các kỹ năng để ra đòn như thường thấy nên người chơi phải kết hợp phím bấm chuột để thực hiện các đòn đánh liên hoàn (combo) nhằm tạo ra sát thương lớn hơn hoặc các đòn kết thúc lên đối thủ.
Việc điều khiển hai nhân vật chính trong game một sẽ do người chơi đảm nhiệm và nửa còn lại sẽ do AI của máy hoặc do một người chơi khác thực hiện bằng tính năng split screen (chia đôi màn hình) hay chơi trực tuyến. Có thể thấy cốt truyện không phải thế mạnh của The Cursed Crusade, mà game chỉ tập trung vào hai yếu tố chính: chiến đấu và khả năng phối hợp đồng đội, tương tự như trò Hunted: Demon’s Forge.
Vũ khí trong game khá đa dạng và phong phú, từ kiếm, giáo, mác cho đến rìu, nỏ… và cả khiên đỡ. Người chơi có thể tùy ý lựa chọn loại vũ khí phù hợp với phong cách đánh của riêng mình. Trong những nhiệm vụ phục kích yêu cầu dùng vũ khí tấn công từ xa như cung, nỏ, thì lúc này camera của game sẽ chuyển từ góc nhìn người thứ ba sang góc nhìn ngang vai thường thấy trong những game FPS. Điểm gây ảnh hưởng đến lối chơi là độ bền của vũ khí, nó yếu ớt đến độ có thể hỏng ngay sau cuộc chạm trán với khoảng chục kẻ địch. Tất nhiên là nhân vật cũng có kỹ năng sử dụng vũ khí thành thạo với tác dụng kéo dài tuổi thọ cho vũ khí.
Khả năng kết hợp vũ khí đa dạng mang lại những phong cách đánh cũng đa dạng cho người chơi, bất kể người chơi đi theo hướng công thủ kết hợp hay tấn công dồn dập. Một điều cần lưu ý là tất cả những món vũ khí hay áo giáp đều có một độ bền nhất định và giảm dần trong quá trình sử dụng, đến lúc nào đó chúng sẽ hư hỏng và người chơi phải tìm một món mới khác thay thế thông qua việc nhặt vũ khí từ kẻ địch đã tiêu diệt để dùng. Ngoài ra, khả năng tương tác với môi trường xung quanh của The Cursed Crusade rất cao. Người chơi có thể tận dụng bất kì thứ gì có thể tương tác được để tiêu diệt kẻ địch. Tính năng này giúp những cuộc chiến trong game tăng phần thú vị. Kẻ thù trong The Cursed Crusade thường ở số lượng đông đảo và nguy hiểm, nhưng cũng rất nhanh nhẹn thông minh. Chúng biết lợi dụng những sơ hở của người chơi, đánh vào những điểm yếu mà người chơi không kịp trở tay. Điều này buộc người chơi phải luôn để mắt đến mọi thứ xung quanh và luyện tập khả năng phán đoán mau lẹ để kịp thời phòng thủ, phản công.
Bên cạnh đó Denz có một thanh năng lượng biểu trưng cho mức độ của lời nguyền, khi thanh năng lượng này đầy, người chơi có thể chuyển sang một chế độ thứ hai tạm gọi là cursed mode. Lúc này môi trường xung quanh sẽ chuyển sang khung cảnh hỏa ngục bùng cháy, mọi thứ biến mất nhường chỗ cho dung nham và lửa đỏ. Quân địch sẽ biến thành những chiến binh xương xẩu của địa ngục, tạo nên một hiệu ứng đồ họa hoành tráng và biến mọi thứ xung quanh trở thành cảnh ảo, khiến cho nhân vật trở nên nhanh hơn và mạnh hơn, cũng như có thêm khả năng chưởng phép vào đối thủ. Không chỉ có giá trị về hình ảnh, chế độ này còn đem lại cho Denz khả năng tấn công và sức mạnh cao hơn. Trong điều kiện đó, nhân vật chính cũng sẽ có thêm khả năng phát hiện và phá hủy những bức tường bí mật để mở ra lối đi. Có điều sử dụng khả năng này trong thời gian lâu thì cái giá phải trả là khiến cho lượng máu giảm dần, buộc người chơi phải khéo léo và cẩn thận khi sử dụng tính năng này.